# Idiostrangalia auricoma
Idiostrangalia auricoma là một loài bọ cánh cứng trong họ Cerambycidae.